# Femke Merel van Kooten-Arissen
Femke Merel van Kooten-Arissen (Huizen, 9 november 1983) is een Nederlands politica en bestuurder. In maart 2017 werd ze voor de Partij voor de Dieren (PvdD) in de Tweede Kamer gekozen. Twee jaar later splitste ze zich af en begon ze een eenmansfractie. In 2020 werd met Henk Krol een tweemansfractie gevormd. Na de breuk met Krol ging ze weer door als eenmansfractie. Bij de Tweede Kamerverkiezingen van maart 2021 kreeg de door haarzelf opgerichte partij Splinter te weinig stemmen voor een zetel en op 30 maart 2021 nam ze gedwongen afscheid als parlementslid. In 2023 werd ze voorzitter van NU'91, een beroepsorganisatie en vakbond voor zorgprofessionals.

## Biografie
Van Kooten-Arissen groeide op in de Alblasserwaard en behaalde haar bachelor rechtsgeleerdheid aan de Universiteit Utrecht. Voor haar scriptie deed ze onderzoek naar de juridische mogelijkheden om staten aansprakelijk te stellen voor de schadelijke gevolgen van klimaatverandering. Ook studeerde ze Nederlands en filosofie in deeltijd. Ze verdiepte zich onder andere in politieke filosofie en (toegepaste) ethiek. Tijdens haar studie liep ze stage op het gebied van good governance en deed ze werkervaring op in de juridische sector.

### Partij voor de Dieren
Van Kooten-Arissen was coördinator van de PvdD-werkgroep Utrecht. Zij werkte als beleidsmedewerker voor de Eerste en Tweede Kamerfracties en was medewerker van de gemeenteraadsfracties in Utrecht en Den Haag. Zij was lid van het college van advies van het landelijk bestuur van de PvdD.
Van Kooten-Arissen was vanaf 26 maart 2015 tot december 2018 lid van de Provinciale Staten van Utrecht voor de PvdD. Op 23 maart 2017 werd zij lid van de Tweede Kamer. Als PvdD-lid in de Tweede Kamer hield ze zich bezig met infrastructuur, milieu, binnenlandse zaken, justitie en veiligheid, alsmede volksgezondheid, welzijn en sport. Van 15 oktober 2018 tot 4 februari 2019 werd ze vanwege zwangerschaps- en bevallingsverlof als lid van de Tweede Kamer vervangen door Eva Akerboom.

### Lid Van Kooten-Arissen en Groep Krol/van Kooten-Arissen
Op 16 juli 2019 verliet Van Kooten-Arissen de fractie van de Partij voor de Dieren en ging verder als zelfstandig Tweede Kamerlid in de fractie Lid Van Kooten-Arissen. Als reden noemde zij dat volgens haar binnen de PvdD sprake was van een versmalling van het aantal onderwerpen in plaats van een verbreding. In 2025 noemde ze als reden dat ze woordvoerder was op het gebied van de zorg, maar dat de partij zich meer wilde richten op dier en milieu, waardoor ze zich minder met dat onderwerp kon bezighouden. Omdat ze in de Tweede Kamer bleef betichtte de PvdD haar van zetelroof. Haar opzegging was voor de PvdD reden haar op dezelfde dag te royeren als lid.
Eind december 2019 werd Van Kooten-Arissen lid van de politieke partij 50PLUS, die toen met vier zetels in de Tweede Kamer vertegenwoordigd was. Begin februari 2020 maakte ze bekend zich te willen kandideren voor een plek op de kandidatenlijst van 50PLUS bij de volgende Tweede Kamerverkiezingen. Tot aan de verkiezingen wilde ze onafhankelijk Tweede Kamerlid blijven. Ze veranderde van mening toen Henk Krol op 3 mei 2020 bekendmaakte dat hij 50PLUS verliet, maar aanbleef als Tweede Kamerlid en een nieuwe politieke partij wilde oprichten, de Partij voor de Toekomst. Van Kooten-Arissen sloot zich bij hem aan; zij vormden sindsdien de fractie Groep Krol/van Kooten-Arissen. Op 5 augustus – drie maanden later – maakte zij bekend te hebben gebroken met Krol. Daarna vormde zij opnieuw de eenmansfractie Lid Van Kooten-Arissen. Eind 2020 kwam ze met het idee voor een bonus van duizend euro voor zorgmedewerkers vanwege de coronapandemie. Ze was tevens lid van parlementaire ondervragingscommissie Kinderopvangtoeslag.

### Splinter
In december 2020 richtte Van Kooten een eigen partij op, genaamd Splinter.
Met Splinter richtte ze zich bij de Tweede Kamerverkiezingen van maart 2021 op kiezers die groen, progressief, liberaal en sociaaldemocratisch zijn. De partij behaalde geen zetels. Van Kooten kreeg als lijsttrekker 27.301 van de in totaal 30.328 stemmen op Splinter. Bij de gemeenteraadsverkiezingen van 16 maart 2022 behaalde Van Kooten als lijsttrekker van Splinter Woerden 4,4 procent van de stemmen, wat voldoende was voor een raadszetel die ze op 30 maart 2022 innam. Eind maart 2025 maakte Van Kooten publiek dat ze na de volgende gemeenteraadsverkiezingen niet zou terugkeren. Ze voerde aan dat ze er geen tijd meer voor had. De Splinterleden besloten voor die verkiezingen geen nieuwe kieslijst samen te stellen en de partij op te heffen. Vanaf maart 2025 ging Van Kooten een gezamenlijke fractie vormen met de lokale politieke partij Inwonersbelangen, waarbij het de bedoeling was dat Splinter als lokale partij tot aan de volgende gemeenteraadsverkiezingen wel officieel bleef bestaan.

### Overig
Van Kooten was manager arbeidszaken en politiek lobbyist bij de onafhankelijke beroepsorganisatie en vakbond van zorgprofessionals NU'91. Op 27 juni 2023 werd Van Kooten benoemd tot tijdelijk voorzitter en per 4 juni 2024 tot vaste voorzitter voor een periode van vier jaar.

## Persoonlijk
Van Kooten-Arissen is getrouwd en heeft een zoon.
- Parlement.com: vk98n24xi0ik